# Twisting by the Pool
Singles de Dire Straits
Industrial Disease
(1983) Love over Gold
(1984)
Twisting by the Pool est un single tiré du maxi ExtendedancEPlay de Dire Straits, sorti en 1983.

## Classements
| Pays                                   | Positions |
| -------------------------------------- | --------- |
| Allemagne (Media Control AG)           | 31        |
| Australie (ARIA)                       | 2         |
| Belgique (Flandre Ultratop 50 Singles) | 6         |
| Canada (Canadian Singles Chart)        | 18        |
| États-Unis (Billboard Hot 100)         | 53        |
| France (SNEP)                          | 29        |
| Irlande (Irish Singles Chart)          | 13        |
| Norvège (VG-lista)                     | 6         |
| Nouvelle-Zélande (RMNZ)                | 1         |
| Pays-Bas (Nederlandse Top 40)          | 6         |
| Royaume-Uni (UK Singles Chart)         | 14        |
| Suède (Sverigetopplistan)              | 13        |
| Suisse (Schweizer Hitparade)           | 11        |